# St. Margaretha (Königsfeld)

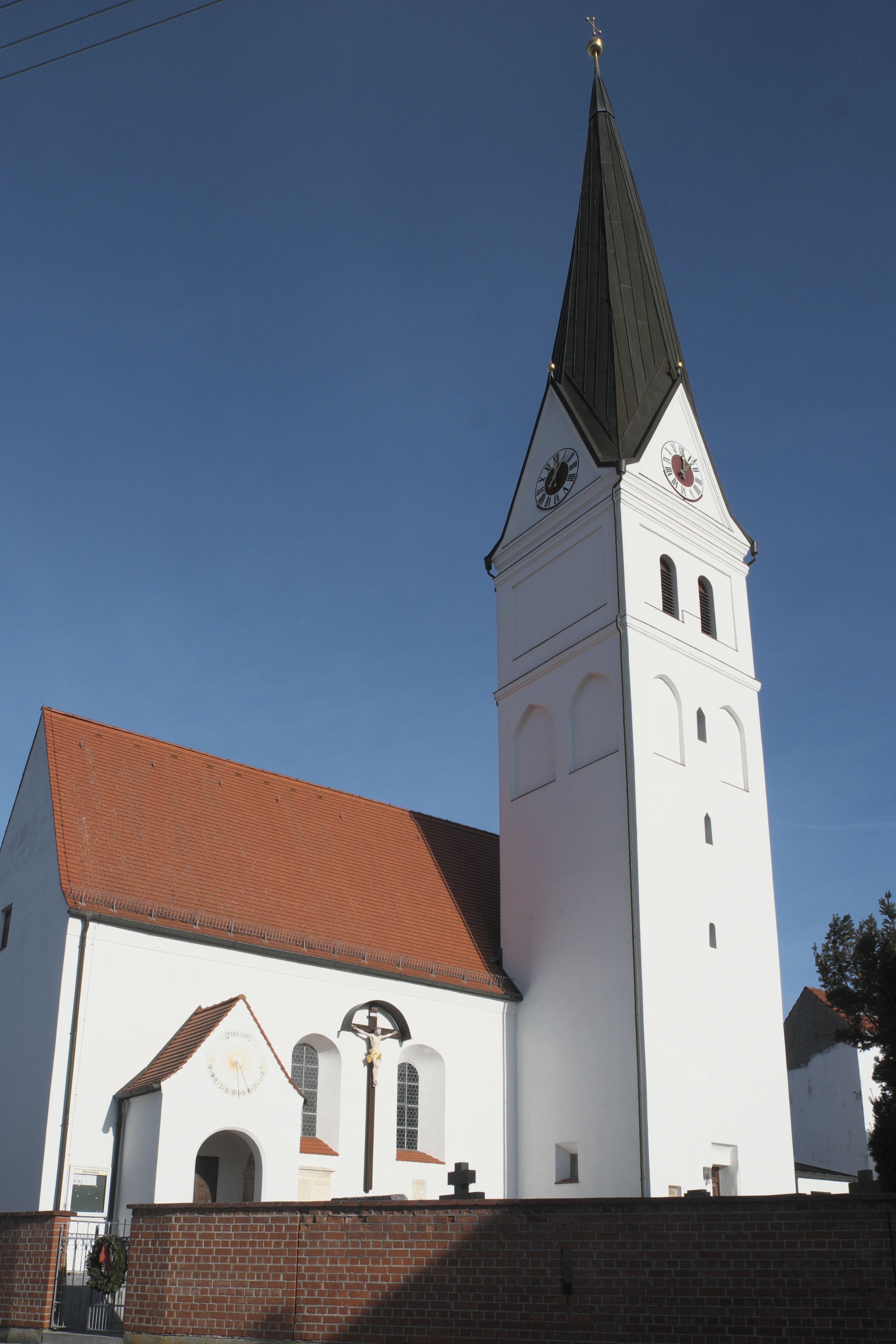
St. Margaretha in Königsfeld

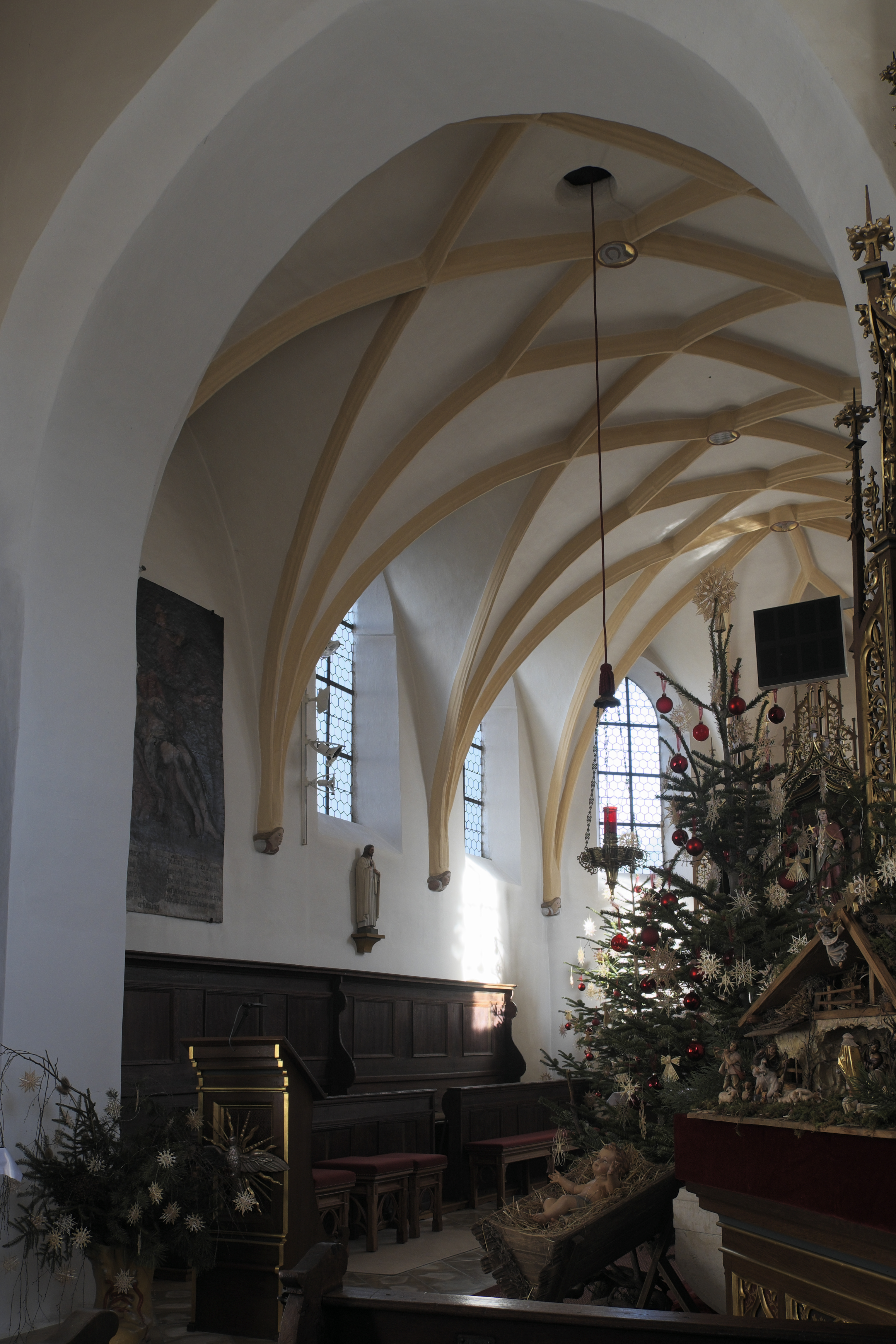
Altarraum

Die römisch-katholische Pfarrkirche St. Margaretha steht in Königsfeld, einem Gemeindeteil des Marktes Wolnzach im oberbayerischen Landkreis Pfaffenhofen an der Ilm. Sie ist in der Liste der Baudenkmäler in Wolnzach als Baudenkmal unter der Nr. D-1-86-162-61 eingetragen. Die Kirche gehört zum Dekanat Geisenfeld-Pförring im Bistum Regensburg.

## Beschreibung
St. Margaretha ist eine um 1500 erbaute gotische Saalkirche. An ihr im Kern bereits auf das 14. Jahrhundert zurückgehendes Langhaus schließt sich im Osten der eingezogene Chor mit Fünfachtelschluss an. Das Portal befindet sich in einem Vorbau an der Südwand des Langhauses. Der Turm steht an der Südwand des Chors. In seinem obersten Geschoss hängen drei Glocken. Zwischen den Giebeln, auf denen die Zifferblätter der Turmuhr angebracht sind, erhebt sich ein spitzer Helm. 
Der Innenraum des Langhauses ist mit einer Flachdecke überspannt, der des Chors mit einem Netzgewölbe.